# Эллер, Ларс
Ларс Фо́сгор Э́ллер (дат. Lars Fosgaard Eller; род. 8 мая 1989, Рёдовре, Копенгаген[…]) — датский хоккеист, центральный нападающий сборной Дании и клуба НХЛ «Оттава Сенаторз». Первый датчанин, ставший обладателем Кубка Стэнли.

## Карьера
Профессиональную карьеру Ларс Эллер начал в команде родного города Рёдовре, выступавшей во второй лиге датского хоккея. Отыграв на родине 1 сезон, юный форвард уехал за границу, став игроком сначала молодёжной, а затем и основной команды шведского клуба «Фрёлунда». В шведском чемпионате Ларс Эллер играл до 2009 года; в 2009 году нападающий, в 2007 году выбранный на драфте НХЛ 2007 года клубом «Сент-Луис Блюз», уехал за океан. 5 ноября 2009 года датский форвард провёл свой первый матч в НХЛ, выйдя на площадку в игре против «Калгари Флеймз». В межсезонье 2010 Ларс Эллер перешёл в «Монреаль Канадиенс» в обмен на голкипера Ярослава Галака.
5 января 2012 года Ларс Эллер сделал первый в карьере «покер», забив в ворота «Виннипег Джетс» 4 шайбы и добавив к ним результативную передачу. Этот был первый матч в карьере хоккеиста в НХЛ, в котором он набрал более 2 очков и первый «покер» хоккеиста «Монреаля» с 2006 года. 24 июля 2014 года Эллер продлил контракт с «Канадиенс» на 4 года на общую сумму $13 млн.
24 июня 2016 «Монреаль» обменял Эллера в «Вашингтон Кэпиталз» на два пика второго раунда 2017 и 2018 года. В «Кэпиталз» Ларс стал центром третьего звена.
10 февраля 2018 года датский форвард заключил пятилетний контракт с «Вашингтоном» на общую сумму $17,5 млн.
В сезоне 2017/18 Эллер обновил личные рекорды результативности, набрав в чемпионате 38 очков (18+20). Сыграл важную роль в успехе столичного клуба в плей-офф, где датчанин забил несколько ключевых голов и набрал 18 очков (7+11) в 24 играх. Нападающий забросил шайбу во втором овертайме третьего матча против «Коламбуса» (3:2 2ОТ), что позволило «Вашингтону» переломить ход неудачно начатой серии первого раунда. В нескольких матчах против «Питтсбург Пингвинз» и «Тампы-Бэй» Эллер успешно сыграл в центре второго звена, заменяя травмированного Бекстрёма. В финальной серии против «Вегас Голден Найтс» Ларс набрал 4 очка (2+2), в том числе три очка во втором матче (3:2 в пользу «Кэпиталз»), когда ему снова пришлось подменять Бекстрёма, перешедшего в первое звено из-за травмы Евгения Кузнецова. 7 июня 2018 года в середине третьего периода пятого матча Эллер забил победный гол в ворота «Вегаса» (4:3) и вместе с «Вашингтоном» впервые стал обладателем Кубка Стэнли.
В сезоне 2019/20 набрал рекордные для себя 39 очков (16+23), проведя 69 матчей.
1 марта 2023 года был обменян в «Колорадо Эвеланш».
1 июля 2023 года в качестве свободного агента подписал 2-летний контракт на 5 млн долларов с «Питтсбург Пингвинз».
27 января 2024 года в игре «Пингвинз» — «Канадиенс» стал первым датским хоккеистом, который провёл 1000 матчей в регулярных сезонах НХЛ. В этих матчах Эллер набрал 386 очков (172+214). 4 апреля 2024 года набрал своё 400-е очко в НХЛ.
12 ноября 2024 года был обменян в «Вашингтон Кэпиталз» на выбор в третьем раунде драфта 2027 года и выбор в пятом раунде драфта 2025.

## Карьера в сборной
Ларс Эллер заигран за сборную Дании с 2006 года, выступал последовательно за юниорскую, молодёжную и основную национальную сборную.

## Семья
Ларс Эллер — хоккеист во втором поколении: его отец, Олаф Эллер, также выступал за сборную Дании, позже работал тренером в чемпионате Дании и спортивным комментатором на датском телевидении, был главным тренером сборной Исландии. В настоящий момент тренирует «Эсбьерг» и молодежную сборную страны. Младший брат Ларса, Мадс Эллер, также профессионально занимается хоккеем, выступает за молодёжную команду шведского клуба «Фрёлунда». В составе молодёжной сборной Дании принимал участие в чемпионате мира 2012 года.

## Статистика выступлений
| Легенда | Легенда                    | Легенда | Легенда                   | Легенда | Легенда    |
| ------- | -------------------------- | ------- | ------------------------- | ------- | ---------- |
| И       | Количество проведённых игр | Штр     | Штрафное время            | +/−     | Плюс-минус |
| Г       | Голы                       | П       | Голевые передачи          | О       | Очки       |
| -       | Статистика неизвестна      | —       | Статистика не учитывалась |         |            |

### Клубная карьера
| 2004-05     | Rødovre            | U19         | 28   | 21  | 26  | 47  | 20  | —   | —  | —  | —  | —  |
| 2004-05     | Rødovre SIK        | DEN-2       | 1    | 3   | 1   | 4   | 0   | —   | —  | —  | —  | —  |
| 2005-06     | Фрёлунда           | J20         | 36   | 7   | 7   | 14  | 6   | 2   | 0  | 0  | 0  | 0  |
| 2006-07     | Фрёлунда           | J20         | 39   | 18  | 37  | 55  | 58  | 8   | 4  | 1  | 5  | 24 |
| 2007-08     | Фрёлунда           | J20         | 9    | 4   | 4   | 8   | 10  | 7   | 5  | 6  | 11 | 14 |
| 2007-08     | Borås              | Allsv       | 19   | 2   | 6   | 8   | 8   | —   | —  | —  | —  | —  |
| 2007-08     | Фрёлунда           | SEL         | 14   | 0   | 2   | 2   | 4   | 7   | 0  | 1  | 1  | 2  |
| 2008-09     | Фрёлунда           | SEL         | 48   | 12  | 17  | 29  | 28  | 10  | 3  | 1  | 4  | 12 |
| 2009-10     | Peoria Rivermen    | АХЛ         | 70   | 18  | 39  | 57  | 84  | —   | —  | —  | —  | —  |
| 2009-10     | Сент-Луис Блюз     | НХЛ         | 7    | 2   | 0   | 2   | 4   | —   | —  | —  | —  | —  |
| 2010-11     | Монреаль Канадиенс | НХЛ         | 77   | 7   | 10  | 17  | 48  | 7   | 0  | 2  | 2  | 4  |
| 2011-12     | Монреаль Канадиенс | НХЛ         | 79   | 16  | 12  | 28  | 66  | —   | —  | —  | —  | —  |
| 2012-13     | ЮИП                | СМ-лига     | 15   | 5   | 10  | 15  | 18  | —   | —  | —  | —  | —  |
| 2012-13     | Монреаль Канадиенс | НХЛ         | 46   | 8   | 22  | 30  | 45  | 1   | 0  | 0  | 0  | 0  |
| 2013-14     | Монреаль Канадиенс | НХЛ         | 77   | 12  | 14  | 26  | 68  | 17  | 5  | 8  | 13 | 18 |
| 2014-15     | Монреаль Канадиенс | НХЛ         | 77   | 15  | 12  | 27  | 42  | 12  | 1  | 2  | 3  | 4  |
| 2015-16     | Монреаль Канадиенс | НХЛ         | 79   | 13  | 13  | 26  | 28  | —   | —  | —  | —  | —  |
| 2016-17     | Вашингтон Кэпиталз | НХЛ         | 81   | 12  | 13  | 25  | 36  | 13  | 0  | 5  | 5  | 10 |
| 2017-18     | Вашингтон Кэпиталз | НХЛ         | 81   | 18  | 20  | 38  | 38  | 24  | 7  | 11 | 18 | 18 |
| 2018-19     | Вашингтон Кэпиталз | НХЛ         | 81   | 13  | 23  | 36  | 37  | 7   | 1  | 2  | 3  | 2  |
| 2019-20     | Вашингтон Кэпиталз | НХЛ         | 69   | 16  | 23  | 39  | 48  | 5   | 0  | 1  | 1  | 2  |
| 2020-21     | Вашингтон Кэпиталз | НХЛ         | 44   | 8   | 15  | 23  | 21  | 4   | 0  | 1  | 1  | 0  |
| 2021-22     | Вашингтон Кэпиталз | НХЛ         | 72   | 13  | 18  | 31  | 40  | 6   | 1  | 2  | 3  | 0  |
| 2022-23     | Вашингтон Кэпиталз | НХЛ         | 60   | 7   | 9   | 16  | 36  | —   | —  | —  | —  | —  |
| 2022-23     | Колорадо Эвеланш   | НХЛ         | 24   | 3   | 4   | 7   | 10  | 7   | 0  | 0  | 0  | 0  |
| 2023-24     | Питтсбург Пингвинз | НХЛ         | 82   | 15  | 16  | 31  | 32  | —   | —  | —  | —  | —  |
| Всего в НХЛ | Всего в НХЛ        | Всего в НХЛ | 1036 | 178 | 224 | 402 | 599 | 103 | 15 | 33 | 48 | 58 |